# 東村山警察署
東村山警察署（ひがしむらやまけいさつしょ）は、警視庁が管轄する警察署の一つである。第八方面本部所属。
署員数およそ270名、識別章所属表示はUJ。

## 管轄区域
- 東村山市、清瀬市全域

## 施設
- 代用監獄（留置場）

## 所在地
- 東京都東村山市本町一丁目1番地3
  - 西武鉄道東村山駅より徒歩7分

## 沿革
1948年に警察法施行により北多摩郡東村山町（当時）に自治体警察である東村山町警察署が設置された（現在の清瀬市域にあたる清瀬町は、国家地方警察田無地区警察署が管轄）。1951年10月の警察法改定により廃止。東村山町、清瀬町ともに警視庁田無警察署の管轄となったが、1965年12月10日に92番目の警察署として、田無警察署より分離、発足した。1989年に現庁舎に改築。

## 組織
- 警務課
- 交通課
- 警備課
- 地域課
- 刑事組織犯罪対策課
- 生活安全課

## 交番

### 東村山市
- 八坂交番（東村山市萩山町3丁目31番地45号）―――萩山町2(2).3(29〜31)　栄町3(4〜33)　富士見町1.2.3.5.美住町1　1960年開設
- 久米川駅前交番（東村山市栄町1丁目1番地20）―恩多町2.3(35〜45)、栄町1.2.3(1〜3.34〜37)、萩山町3(1〜28).4.5、本町4　1942年に恩多駐在所として開設。
- 東村山駅前交番（東村山市本町2丁目32番地2）―本町1.2.3、恩多町3(1〜34).4、諏訪町1(1〜7)、野口町1.2.3.4、美住町2(1〜19.21〜24)　1945年開設。
- 秋津三丁目交番（東村山市秋津町3丁目55番地11）―青葉町3(1〜19)、秋津町2.3　久米川町1.5　諏訪町1(8〜41).2.3　1925年に南秋津駐在所として開設、1973年に南秋津派出所、1986年に秋津三丁目派出所と改称。

### 清瀬市
- 清瀬駅前交番（清瀬市元町1丁目2番4号）――松山1.2(1〜12).3、元町　1958年開設。
- 秋津駅前交番（清瀬市野塩5丁目298番地の2）――野塩1.2.5、東村山市秋津町1.4.5、青葉町3(20〜46).4　1967年開設。
- 旭が丘交番（清瀬市旭が丘2丁目1番6号）―――旭が丘、下宿、中里5.6　1967年開設。

## 駐在所

### 東村山市
- 廻田駐在所（東村山市廻田町4丁目16番地2）――多摩湖町、廻田町、富士見町4、美住町2(20.25〜29)　1929年開設。
- 久米川駐在所（東村山市久米川町4丁目32番地1）―久米川町2.3.4　1890年開設。
- 青葉駐在所（東村山市青葉町1丁目7番地）――青葉町1.2、恩多町1.5　1987年開設。
- 萩山駐在所（東村山市萩山町2丁目13番地10）――萩山町1.2(1.3〜26)　1958年開設、1978年萩山駅前派出所へ統合されるが、1997年復活し逆に統合する。

### 清瀬市
- 梅園駐在所（清瀬市梅園1丁目1番1号）――梅園、野塩3.4、松山2(13〜19)　1946年開設。
- 下清戸駐在所（清瀬市下清戸1丁目269番地の2）―下清戸、中清戸4.5　1984年開設。
- 竹丘駐在所（清瀬市竹丘1丁目11番65号）――竹丘　1973年開設。
- 中清戸駐在所（清瀬市中清戸1丁目533番地の2）―上清戸、中清戸1.2.3　1889年開設。
- 中里駐在所（清瀬市中里3丁目981番地）――中里1.2.3.4　1898年開設。

## 派出所・交番への襲撃事件
- 東村山署警察官殺害事件 - 1976年（昭和51年）10月18日、東京都東村山市萩山町の八坂派出所付近で発生した強盗殺人事件。
- 東村山警察署旭が丘派出所警察官殺害事件 - 1992年（平成4年）2月14日、東京都清瀬市旭が丘派出所で発生した強盗殺人事件。未解決事件となっている。

## 不祥事
- 2012年8月、秋津駅前交番に交通事故の相談に行った兄弟に対し、巡査部長が車のナンバー下4桁と車種だけでは情報不足だと返答した結果口論になり、巡査部長は「口の利き方が生意気だ」と言い兄弟に殴るなどの暴力を振るった。その場の警察官も止めなかった。兄弟側が110番をして東村山署に移動した。交番備え付けのビデオを見た他の署員からやりすぎとのことで謝罪を受けた。兄弟側は被害届を出したかったが、若松重久署長が拒否した[1]。

- 2012年管轄地区の私立中学校で起きたいじめで、埼玉県在住の男子生徒と両親が東村山署に4、5回被害届を出そうとしたが、「早く忘れてください」「相手が12歳では受理しても宙に浮く」などと拒否していた。男子生徒は頭をコンクリートに打ち付けられるいじめで意識を失い救急搬送されたり、肋骨を折るなどの被害を受けていた[2]。